# Герои Социалистического Труда Донецкой области
В настоящий список включены:
- Герои Социалистического Труда, на момент присвоения звания проживавшие на территории современной Донецкой (до 1961 года — Сталинской) области, — 507 человек (в том числе 6 — дважды Героев);
- уроженцы Донецкой области, удостоенные звания Героя Социалистического Труда в других регионах СССР, — 122 человека;
- Герои Социалистического Труда, прибывшие на постоянное проживание в Донецкую область, — 28 человек;
- лица, лишённые звания Героя Социалистического Труда, — 3 человека.

Вторая и третья части списка могут быть неполными из-за отсутствия данных о месте рождения и проживания ряда Героев.
В таблицах отображены фамилия, имя и отчество Героев, должность и место работы на момент присвоения звания, дата Указа Президиума Верховного Совета СССР, отрасль народного хозяйства, место рождения/проживания, а также ссылка на биографическую статью на сайте «Герои страны». Формат таблиц предусматривает возможность сортировки по указанным параметрам путём нажатия на стрелку в нужной графе.

## История
Впервые звание Героя Социалистического Труда в Донецкой (тогда Сталинской) области было присвоено Указом Президиума Верховного Совета СССР от 5 ноября 1943  года троим железнодорожникам — В. Я. Дубине, П. Ф. Кривоносу и С. А. Харчевникову — за особые заслуги в обеспечении перевозок для фронта и народного хозяйства и выдающиеся достижения в восстановлении железнодорожного хозяйства в трудных условиях военного времени.
Большинство Героев Социалистического Труда в области приходится на работников сельского хозяйства — 187 человек; угольная промышленность — 158; металлургия — 60; строительство — 28; транспорт — 21; машиностроение — 15; государственное управление — 8; промышленность стройматериалов — 7; энергетика — 6; оборонная промышленность, рыбная промышленность, здравоохранение — по 2; электропромышленность, станкостроение, связь, геология, образование — по 1.

## Лица, удостоенные звания Героя Социалистического Труда в Донецкой области
| № | Фамилия, имя, отчество        | Даты жизни              | Деятельность | Дата присвоения       | Отрасль     | Место рождения             | ГС       |
| - | ----------------------------- | ----------------------- | --- | --------------------- | ----------- | -------------------------- | -------- |
| 1 | Ангелина Прасковья Никитична  | 12.01.1913 — 21.01.1959 | Бригадир тракторной бригады Старобешевской МТС Сталинской области | 19.03.1947 26.02.1958 | сельхоз     | Старобешевский район       | [ ГС 1 ] |
| 2 | Бешуля Спиридон Ерофеевич     | 25.12.1907 — 18.06.1979 | Председатель колхоза «Октябрь» Марьинского района Сталинской области | 02.06.1950 26.02.1958 | сельхоз     | Великоновосёлковский район | [ ГС 2 ] |
| 3 | Бридько Евгений Викторович    | 31.05.1905 — 08.12.1980 | Начальник участка шахты №5/6 имени Димитрова треста «Красноармейскуголь» Министерства угольной промышленности Украинской ССР, Сталинская область                          | 28.08.1948 26.04.1957 | углепром    | Волновахский район         | [ ГС 3 ] |
| 4 | Горбань Григорий Яковлевич    | 01.04.1932 — 18.06.2000 | Сталевар Ждановского металлургического завода «Азовсталь» имени Орджоникидзе Министерства чёрной металлургии СССР, Донецкая область                                       | 30.03.1971 25.01.1978 | металлургия | *Черниговская область      | [ ГС 4 ] |
| 5 | Литвиненко Василий Тимофеевич | 01.01.1900 — 15.10.1960 | Председатель колхоза имени Сталина Селидовского района Сталинской области                                                                                                 | 16.02.1948 26.02.1958 | сельхоз     | Марьинский район           | [ ГС 5 ] |
| 6 | Стрельченко Иван Иванович     | 25.12.1932 — 21.05.2003 | Начальник участка шахты «Трудовская» производственного объединения «Донецкуголь» имени Орджоникидзе Министерства угольной промышленности Украинской ССР, Донецкая область | 30.03.1971 25.01.1978 | углепром    | *Херсонская область        | [ ГС 6 ] |

## Уроженцы Донецкой области, удостоенные звания Героя Социалистического Труда в других регионах СССР
| № | Фамилия, имя, отчество  | Даты жизни              | Деятельность                                      | Дата присвоения                  | Отрасль  | Место рождения | ГС       |
| - | ----------------------- | ----------------------- | ------------------------------------------------- | -------------------------------- | -------- | -------------- | -------- |
| 1 | Славский, Ефим Павлович | 07.11.1898 — 28.11.1991 | Министр среднего машиностроения СССР, гор. Москва | 29.10.1949 04.01.1954 07.03.1962 | атомпром | Макеевка       | [ ГС 1 ] |

| № | Фамилия, имя, отчество  | Даты жизни              | Деятельность | Дата присвоения       | Отрасль    | Место рождения       | ГС       |
| - | ----------------------- | ----------------------- | --- | --------------------- | ---------- | -------------------- | -------- |
| 1 | Трашутин Иван Яковлевич | 18.01.1906 — 06.03.1986 | Главный конструктор по моторостроению специального конструкторского бюро № 75 производственного объединения «Челябинский тракторный завод имени В. И. Ленина» Министерства оборонной промышленности СССР | 16.02.1966 19.01.1976 | оборонпром | Горловка             | [ ГС 2 ] |
| 2 | Чих Михаил Павлович     | 04.06.1921 — 02.06.1998 | Бригадир горнорабочих очистного забоя шахты «Майская» производственного объединения «Ростовуголь» Министерства угольной промышленности СССР, гор. Шахты Ростовской области                               | 30.03.1971 21.03.1983 | углепром   | Першотравневый район | [ ГС 3 ] |

| №   | Фамилия, имя, отчество              | Даты жизни              | Деятельность | Дата присвоения | Отрасль            | Место рождения             | ГС         |
| --- | ----------------------------------- | ----------------------- | --- | --------------- | ------------------ | -------------------------- | ---------- |
| 1   | Ангельев Дмитрий Дмитриевич         | 27.02.1918 — 08.10.1985 | Директор зерносовхоза «Гигант» Сальского района Ростовской области | 17.01.1979      | сельхоз            | Мариуполь                  | [ ГС 4 ]   |
| 2   | Атрощенко Василий Иванович          | 16.07.1906 — 16.06.1991 | Заведующий кафедрой Харьковского политехнического института имени В. И. Ленина, член-корреспондент Академии наук Украинской ССР | 20.07.1971      | наука              | Донецк                     | [ ГС 5 ]   |
| 3   | Афонин Александр Андреевич          | 1909 — ????             | Главный инженер шахты № 3—5 «Сокологоровка» треста «Первомайскуголь» комбината «Луганскуголь» Министерства угольной промышленности Украинской ССР, Луганская область | 29.06.1966      | углепром           | Донецкая область           | [ ГС 6 ]   |
| 4   | Бескишкий Иван Степанович           | 1917 — ????             | Управляющий отделением совхоза «Куйбышевский» Розовского района Запорожской области | 26.02.1958      | сельхоз            | Краснолиманский район      | [ ГС 7 ]   |
| 5   | Библик Валентин Васильевич          | 22.06.1926 — 06.06.2009 | Генеральный директор производственного объединения «Харьковский тракторный завод имени Серго Орджоникидзе» Министерства тракторного и сельскохозяйственного машиностроения СССР                                                                                                  | 10.03.1981      | машиностроение     | Енакиево                   | [ ГС 8 ]   |
| 6   | Бородулин Анатолий Иванович         | 17.07.1911 — 21.08.2000 | Директор Криворожского металлургического завода имени В. И. Ленина Министерства чёрной металлургии Украинской ССР, Днепропетровская область | 30.03.1971      | металлургия        | Донецк                     | [ ГС 9 ]   |
| 7   | Ботвинов Александр Игнатьевич       | 12.08.1907 — 02.11.1995 | Секретарь Котовского районного комитета Компартии (большевиков) Украины, Одесская область | 19.07.1951      | госуправление      | Александровский район      | [ ГС 10 ]  |
| 8   | Брехов Константин Иванович          | 06.03.1907 — 24.08.1994 | Министр химического и нефтяного машиностроения СССР, гор. Москва | 05.03.1977      | химнефтепром       | Славянск                   | [ ГС 11 ]  |
| 9   | Бурейко Валентина Ивановна          | 23.09.1929 — 29.07.1998 | Учительница Милютинской средней школы, Милютинский район Ростовской области | 27.06.1978      | образование        | Горловка                   | [ ГС 12 ]  |
| 10  | Бурлак Николай Григорьевич          | 01.04.1914 — 27.04.2008 | Первый секретарь Богодуховского райкома Компартии Украины, Харьковская область | 08.04.1971      | госуправление      | Дебальцево                 | [ ГС 13 ]  |
| 11  | Василянский Валентин Сергеевич      | 1918—1991               | Бригадир тракторной бригады № 9 Чингирлауской МТС Западно-Казахстанской области | 11.01.1957      | сельхоз            | Амвросиевский район        | [ ГС 14 ]  |
| 12  | Верховод Александр Алексеевич       | 17.07.1932 — 01.01.1999 | Старший аппаратчик Северодонецкого химического комбината имени Ленинского Комсомола Министерства химической промышленности СССР, Ворошиловградская область | 15.01.1974      | химпром            | Макеевка                   | [ ГС 15 ]  |
| 13  | Витт Анатолий Иванович              | 06.11.1932 — 23.04.2001 | Машинист экскаватора разреза «Богатырь» Экибастузского производственного объединения по добыче угля Министерства угольной промышленности СССР, Павлодарская область | 05.03.1976      | углепром           | Марьинский район           | [ ГС 16 ]  |
| 14  | Вишневский Давид Николаевич         | 26.12.1894 — 20.02.1951 | Главный конструктор взрывателей для боеприпасов, начальник лаборатории № 1 ЦКБ № 22, генерал-майор инженерно-артиллерийской службы, гор. Ленинград | 16.09.1945      | оборонпром         | Донецк                     | [ ГС 17 ]  |
| 15  | Воронин Григорий Иванович           | 21.12.1906 — 15.11.1987 | Главный конструктор завода № 124 Государственного комитета Совета Министров СССР по авиационной технике, Татарская АССР | 17.06.1961      | машиностроение     | Макеевка                   | [ ГС 18 ]  |
| 16  | Воронин Иван Яковлевич              | 1928—1983               | Мастер паровозного депо Пологи Сталинской железной дороги, Запорожская область | 01.08.1959      | транспорт          | Донецкая область           | [ ГС 19 ]  |
| 17  | Глушко Владимир Петрович            | 1916 — ????             | Начальник Челябинского вагонного депо Южно-Уральской железной дороги, Челябинская область | 01.08.1959      | транспорт          | Артёмовск                  | [ ГС 20 ]  |
| 18  | Голдин Николай Васильевич           | 20.03.1910 — 03.03.2001 | Министр строительства предприятий тяжёлой индустрии СССР, гор. Москва | 19.03.1980      | строительство      | Красноармейский район      | [ ГС 21 ]  |
| 19  | Головко Константин Анатольевич      | 13.05.1933 — 10.11.2014 | Токарь Южного турбинного завода «Зоря» Министерства судостроительной промышленности СССР, гор. Николаев | 26.04.1971      | машиностроение     | Мариуполь                  | [ ГС 22 ]  |
| 20  | Горлов Николай Григорьевич          | 13.03.1904 — 21.11.1971 | Начальник шахты № 2 Северная треста «Краснодонуголь» Министерства угольной промышленности Украинской ССР, Ворошиловградская область | 26.04.1957      | углепром           | Артёмовский район          | [ ГС 23 ]  |
| 21  | Григорьев Пётр Андреевич            | 09.12.1914 — 16.07.1980 | Директор Омского моторостроительного завода имени П. И. Баранова Министерства авиационной промышленности СССР | 26.04.1971      | машиностроение     | Донецк                     | [ ГС 24 ]  |
| 22  | Денисенко Иван Парфёнович           | 12.01.1902 — 19.02.1958 | Председатель колхоза «Искра» Ленинск-Кузнецкого района Кемеровской области | 25.02.1949      | сельхоз            | Константиновка             | [ ГС 25 ]  |
| 23  | Догужиев Виталий Хуссейнович        | 25.12.1935 — 03.10.2016 | Заместитель Министра общего машиностроения СССР, гор. Москва | 18.02.1984      | машиностроение     | Енакиево                   | [ ГС 26 ]  |
| 24  | Долгий Алексей Арсентьевич          | 08.10.1907 — 16.01.1981 | Директор Подольского машиностроительного завода имени Орджоникидзе Министерства тяжёлого, энергетического и транспортного машиностроения СССР, Московская область | 05.04.1971      | машиностроение     | Дебальцево                 | [ ГС 27 ]  |
| 25  | Дьячкова Лилия Ивановна             | 31.08.1936 — 21.02.2017 | Врач Ракитянской центральной районной больницы, Белгородская область | 23.10.1978      | здравоохранение    | Макеевка                   | [ ГС 28 ]  |
| 26  | Егоров Валерий Павлович             | 17.02.1927 — 30.05.1971 | Директор Северодонецкого химического комбината имени Ленинского комсомола Министерства химической промышленности СССР, Ворошиловградская область | 20.04.1971      | химпром            | Артёмовский район          | [ ГС 29 ]  |
| 27  | Ерофеев Дмитрий Александрович       | 02.12.1930 — 25.09.1992 | Бригадир слесарей Щёкинского завода «Кислотоупор» Министерства промышленности строительных материалов РСФСР, Тульская область | 07.05.1971      | промстройматериалы | Донецк                     | [ ГС 30 ]  |
| 28  | Жилин Борис Алексеевич              | 22.10.1937 — 14.02.2018 | Мастер машинного доения совхоза «Вольнянский» Новомосковского района Днепропетровской области | 22.03.1966      | сельхоз            | Макеевка                   | [ ГС 31 ]  |
| 29  | Жуков Георгий Александрович         | 23.04.1908 — 31.05.1991 | Политический обозреватель газеты «Правда», гор. Москва | 21.04.1978      |                    | Стаханов                   | [ ГС 32 ]  |
| 30  | Журило Владимир Ильич               | 24.05.1927 — 03.11.2014 | Токарь Мытищинского машиностроительного завода Министерства автомобильной промышленности СССР, Московская область | 22.08.1966      | машиностроение     | Константиновка             | [ ГС 33 ]  |
| 31  | Загребаев Виктор Дмитриевич         | 06.01.1910 — 15.01.1993 | Генеральный директор производственного объединения «Гранит» Министерства электронной промышленности СССР, гор. Ростов-на-Дону | 10.03.1981      | электронпром       | Мариуполь                  | [ ГС 34 ]  |
| 32  | Зайченко Георгий Васильевич         | 10.06.1915 — 17.07.2004 | Директор Челябинского тракторного завода Министерства тракторного и сельскохозяйственного машиностроения СССР | 05.08.1966      | машиностроение     | Славянск                   | [ ГС 35 ]  |
| 33  | Запорощенко Екатерина Григорьевна   | 08.12.1930 — 16.10.2001 | Доярка колхоза имени Кирова Розовского района Запорожской области | 26.02.1958      | сельхоз            | Никольский район           | [ ГС 36 ]  |
| 34  | Засядько Александр Фёдорович        | 07.09.1910 — 05.09.1963 | Министр угольной промышленности Украинской ССР, гор. Киев | 26.04.1957      | углепром           | Горловка                   | [ ГС 37 ]  |
| 35  | Золотухин Андрей Дмитриевич         | 1902 — ????             | Управляющий трестом «Днепростальконструкция» Министерства строительства Украинской ССР, Днепропетровская область | 09.08.1958      | строительство      | Донецкая область           |            |
| 36  | Ильин Михаил Алексеевич             | 23.10.1915 — 19.04.2007 | Заместитель Министра авиационной промышленности СССР, гор. Москва | 18.03.1985      | машиностроение     | Донецк                     | [ ГС 38 ]  |
| 37  | Калиненко Иван Григорьевич          | 28.11.1920 — 13.03.2000 | Заведующий отделом Донского селекционного центра научно-производственного объединения «Дон», Ростовская область | 25.03.1991      | наука              | Марьинский район           | [ ГС 39 ]  |
| 38  | Карпов Николай Борисович            | 10.09.1909 — 26.05.1996 | Начальник комбината «Челябинскуголь» Министерства угольной промышленности восточных районов СССР, Челябинская область | 28.08.1948      | углепром           | Горловка                   | [ ГС 40 ]  |
| 39  | Касауров Николай Данилович          | 22.05.1896 — 19.04.1979 | Начальник шахты № 6 комбината «Ворошиловградуголь» Министерства угольной промышленности западных районов СССР, Ворошиловградская область | 28.08.1948      | углепром           | Макеевка                   | [ ГС 41 ]  |
| 40  | Кириллов Николай Харлампович        | 1932 — ????             | Бригадир проходчиков горных выработок шахты № 2 «Великомостовская» треста «Червоноградуголь» комбината «Укрзападуголь» Министерства угольной промышленности Украинской ССР, Львовская область                                                                                    | 29.06.1966      | углепром           | Донецкая область           | [ ГС 42 ]  |
| 41  | Коваль Виктор Григорьевич           | 03.05.1926 — 05.01.1999 | Производитель работ транспортной конторы треста «Межгорсвязьстрой» Министерства связи СССР, Московская область | 16.01.1974      | связь              | Мариуполь                  | [ ГС 43 ]  |
| 42  | Колесников Николай Кондратьевич     | 1910 — ????             | Директор машиностроительного завода «Красный молот» Министерства химического и нефтяного машиностроения СССР, гор. Грозный Чечено-Ингушской АССР | 20.04.1971      | химнефтепром       | Донецк                     | [ ГС 44 ]  |
| 43  | Коломийцев Константин Гаврилович    | 17.12.1904 — 23.09.1983 | Начальник Приднепровской железной дороги, Днепропетровская область | 04.08.1966      | транспорт          | Донецкая область           | [ ГС 45 ]  |
| 44  | Команов Геннадий Геннадиевич        | 04.02.1924 — 27.06.2003 | Начальник производства Южного машиностроительного завода Министерства общего машиностроения СССР, Днепропетровская область | 23.07.1969      | машиностроение     | Ясиноватая                 | [ ГС 46 ]  |
| 45  | Комаровский Роман Антонович         | 1898 — ????             | Начальник Харьковского управления магистральных газопроводов Министерства газовой промышленности СССР | 01.07.1966      | газпром            | Донецкая область           |            |
| 46  | Комиссаров Григорий Афанасьевич     | 01.12.1901 — 26.11.1975 | Управляющий строительным трестом № 35 Хабаровского совнархоза | 09.08.1958      | строительство      | Донецк                     | [ ГС 47 ]  |
| 47  | Компанеец Михаил Максимович         | 25.03.1911 — 14.02.1974 | Кочегар парохода Черноморского государственного морского пароходства, Одесская область | 03.08.1960      | транспорт          | Мариуполь                  | [ ГС 48 ]  |
| 48  | Конарев Михаил Устинович            | 22.12.1902 — 09.05.1984 | Директор Боровичского комбината огнеупоров имени В. И. Ленина Министерства чёрной металлургии СССР, Новгородская область | 30.03.1971      | металлургия        | Артёмовский район          | [ ГС 49 ]  |
| 49  | Кривошеин Николай Афанасьевич       | 20.05.1908 — 30.12.1976 | Главный конструктор Центрального конструкторского бюро тяжёлого машиностроения Государственного комитета Совета Министров СССР по оборонной технике, гор. Москва | 17.06.1961      | машиностроение     | Макеевка                   | [ ГС 50 ]  |
| 50  | Курмаз Анисим Антонович             | 15.02.1897 — 20.02.1982 | Главный инженер строительства шахты № 33 «Капитальная» треста «Кизелшахтострой» Министерства строительства топливных предприятий СССР, Молотовская область | 28.08.1948      | строительство      | Краснолиманский район      | [ ГС 51 ]  |
| 51  | Ливенский Егор Николаевич           | 23.03.1902 — 24.04.1959 | Председатель колхоза «Ленинский путь» Мантуровского района Курской области | 07.12.1957      | сельхоз            | Макеевка                   | [ ГС 52 ]  |
| 52  | Лихитченко Виктор Фёдорович         | 31.01.1914 — 19.03.1992 | Машинист локомотивного депо Чита-1 Забайкальской железной дороги, Читинская область | 01.08.1959      | транспорт          | Горловка                   | [ ГС 53 ]  |
| 53  | Лукачёв Виктор Павлович             | 04.04.1920 — 29.04.1988 | Ректор Куйбышевского авиационного института имени академика С. П. Королёва | 01.04.1987      | наука              | Торецк                     | [ ГС 54 ]  |
| 54  | Лукьяненко Григорий Моисеевич       | род. 1926               | Начальник участка шахты имени С. В. Косиора комбината «Ворошиловградуголь» Министерства угольной промышленности Украинской ССР, Ворошиловградская область | 30.03.1971      | углепром           | Донецкая область           |            |
| 55  | Лыскин Николай Фадеевич             | 03.05.1906 — 19.09.1989 | Председатель колхоза «Россия» Ново-Александровского района Ставропольского края | 11.01.1957      | сельхоз            | Амвросиевский район        | [ ГС 55 ]  |
| 56  | Майсак Иван Яковлевич               | 27.05.1905 — 05.10.1972 | Проходчик шахты «Западная Капитальная» комбината «Ростовуголь» Министерства угольной промышленности западных районов СССР, Ростовская область | 28.08.1948      | углепром           | Харцызск                   | [ ГС 56 ]  |
| 57  | Малимон Иван Иванович               | 1914 — ????             | Управляющий отделением зернового совхоза «Старобельский» Министерства совхозов СССР, Ворошиловградская область | 13.03.1948      | сельхоз            | Донецкая область           | [ ГС 57 ]  |
| 58  | Малтабар Павел Игнатьевич           | 26.03.1908 — 13.08.1977 | Начальник Кировского строительного управления комбината «Карагандашахтострой» Министерства строительства предприятий угольной промышленности СССР, Карагандинская область | 26.04.1957      | углепром           | Великоновосёлковский район | [ ГС 58 ]  |
| 59  | Мальцев Михаил Митрофанович         | 23.11.1904 — 25.04.1982 | Директор Акционерного общества «Висмут», генерал-майор | 29.10.1949      | оборонпром         | Горловка                   | [ ГС 59 ]  |
| 60  | Мандыч Иван Гаврилович              | 1928—1992               | Машинист бумагоделательной машины Соликамского целлюлозно-бумажного комбината Министерства лесной, целлюлозно-бумажной и деревообрабатывающей промышленности СССР, Пермская область                                                                                              | 17.09.1966      | леспром            | Донецкая область           | [ ГС 60 ]  |
| 61  | Мердов Анатолий Фёдорович           | род. 07.11.1934         | Капитан среднего рыболовного траулера «Крутогорово», гор. Петропавловск-Камчатский Камчатской области | 13.04.1963      | транспорт          | Донецкая область           | [ ГС 61 ]  |
| 62  | Моисеев Виктор Михайлович           | 07.03.1916 — 25.02.1979 | Старший машинист локомотивного депо Ожерелье Московско-Курско-Донбасской железной дороги, Московская область | 01.08.1959      | транспорт          | Дебальцево                 | [ ГС 62 ]  |
| 63  | Моисеенко Григорий Петрович         | 22.04.1912 — 19.03.1986 | Командир мостовой роты 15-го отдельного восстановительного железнодорожного батальона 29-й отдельной железнодорожной бригады, капитан | 05.11.1943      | транспорт          | Ясиноватский район         | [ ГС 63 ]  |
| 64  | Моргун Фёдор Трофимович             | 12.05.1924 — 07.07.2008 | Первый секретарь Полтавского обкома Компартии Украины | 24.12.1976      | госуправление      | Красноармейский район      | [ ГС 64 ]  |
| 65  | Муранова Ольга Фёдоровна            | род. 06.11.1921         | Бригадир мотальщиц Одесской джутовой фабрики Министерства лёгкой промышленности Украинской ССР | 09.06.1966      | легпром            | Донецкая область           |            |
| 66  | Мусиенко Геннадий Андреевич         | 24.12.1916 — 11.09.1989 | Первый секретарь Каховского райкома Компартии Украины, Херсонская область | 23.06.1966      | госуправление      | Артёмовск                  | [ ГС 65 ]  |
| 67  | Наугольный Алексей Андреевич        | 07.08.1903 — 09.10.1979 | Управляющий трестом «Шахтантрацит» комбината «Ростовуголь» Министерства угольной промышленности западных районов СССР, Ростовская область | 28.08.1948      | углепром           | Макеевка                   | [ ГС 66 ]  |
| 68  | Нестеров Василий Алексеевич         | 08.03.1901 — 21.04.1980 | Директор зернового совхоза «Красный Октябрь» Министерства совхозов СССР, Алексеевский район Сталинградской области | 27.03.1948      | сельхоз            | Мангушский район           | [ ГС 67 ]  |
| 69  | Новиков Анатолий Константинович     | 1928 — ????             | Машинист машин вытягивания стекла Лисичанского стекольного завода Министерства промышленности строительных материалов Украинской ССР, Ворошиловградская область | 07.05.1971      | промстройматериалы | Константиновский район     | [ ГС 68 ]  |
| 70  | Новицкий Анатолий Иванович          | 02.08.1935 — 24.11.1999 | Бригадир совхоза «Коммунар» Новоушицкого района Хмельницкой области | 30.04.1966      | сельхоз            | Мариуполь                  | [ ГС 69 ]  |
| 71  | Обухов Дмитрий Иванович             | 25.12.1909 — 22.03.1977 | Директор шахты № 20 комбината «Карагандауголь» Министерства угольной промышленности восточных районов СССР, Карагандинская область | 28.08.1948      | углепром           | Макеевка                   | [ ГС 70 ]  |
| 72  | Осокор Сергей Васильевич            | 1895 — ????             | Председатель колхоза имени XVIII партконференции Сарненского района Ровенской области | 26.02.1958      | сельхоз            | Амвросиевский район        | [ ГС 71 ]  |
| 73  | Павленко Георгий Николаевич         | 13.09.1929 — 15.11.2005 | Машинист вращающихся печей Балаклейского цементно-шиферного комбината имени 50-летия СССР Министерства промышленности строительных материалов Украинской ССР, Харьковская область                                                                                                | 08.01.1974      | промстройматериалы | Донецк                     | [ ГС 72 ]  |
| 74  | Павлов Георгий Сергеевич            | 05.12.1910 — 06.10.1991 | Управляющий делами ЦК КПСС, гор. Москва | 04.12.1980      | госуправление      | Мариуполь                  | [ ГС 73 ]  |
| 75  | Пересичный Пантелеймон Гаврилович   | 25.07.1908 — 15.06.1994 | Председатель колхоза имени Будённого Сосновского района Челябинской области | 14.07.1951      | сельхоз            | Донецкая область           | [ ГС 74 ]  |
| 76  | Пефтиев Иван Кузьмич                | 1924 — ????             | Бригадир монтажников передвижной механизированной колонны № 143 управления «Саратовоблсельстрой» Министерства сельского строительства РСФСР, Саратовская область | 07.05.1971      | строительство      | Донецкая область           |            |
| 77  | Плетнёва Валентина Николаевна       | 26.10.1930 — 07.11.2012 | Ткачиха льнокомбината имени В. И. Ленина Костромского совнархоза | 07.03.1960      | легпром            | Донецкая область           | [ ГС 75 ]  |
| 78  | Поборчий Александр Павлович         | 20.10.1908 — 24.04.1984 | Начальник комбината «Кривбасстрой» Днепропетровского совнархоза | 09.08.1958      | строительство      | Донецкая область           | [ ГС 76 ]  |
| 79  | Половинкина Валентина Михайловна    | 07.05.1930 — 1997       | Доярка совхоза «Марьино» Рыльского района Курской области | 07.12.1957      | сельхоз            | Макеевка                   | [ ГС 77 ]  |
| 80  | Полстяной Александр Петрович        | 05.10.1937 — 07.02.2002 | Механизатор совхоза «Калачёвский» Есильского района Тургайской области | 08.04.1971      | сельхоз            | Ясиноватский район         | [ ГС 78 ]  |
| 81  | Приходько Иван Митрофанович         | 29.05.1910 — 28.01.1991 | Директор Кременчугского автомобильного завода имени 50-летия Советской Украины Министерства автомобильной промышленности СССР, Полтавская область | 05.04.1971      | машиностроение     | Соледар                    | [ ГС 79 ]  |
| 82  | Пронюшкин Николай Борисович         | 15.11.1936 — 07.04.2018 | Звеньевой колхоза «Родина» Залегощенского района Орловской области | 11.12.1973      | сельхоз            | Мариуполь                  | [ ГС 80 ]  |
| 83  | Розенко Пётр Акимович               | 20.12.1907 — 19.08.1991 | Заместитель Председателя Совета Министров Украинской ССР, Председатель Госплана Украинской ССР, гор. Киев | 06.12.1977      | госуправление      | Горловка                   | [ ГС 81 ]  |
| 84  | Ромащенко Павел Денисович           | 15.08.1913 — 30.12.1983 | Бригадир колхоза «Перемога» Солонянского района Днепропетровской области | 23.06.1966      | сельхоз            | Торез                      | [ ГС 82 ]  |
| 85  | Ротто Иван Дмитриевич               | 17.10.1924 — 05.06.2013 | Бригадир садоводческой бригады колхоза имени Ленина Предгорного района Ставропольского края | 08.04.1971      | сельхоз            | Тельмановский район        | [ ГС 83 ]  |
| 86  | Ручкин Василий Фёдорович            | 05.04.1929 — 08.09.2013 | Составитель поездов станции Свердловск-Сортировочный Свердловской железной дороги, Свердловская область | 01.08.1959      | транспорт          | Краматорск                 | [ ГС 84 ]  |
| 87  | Рыженко Николай Андреевич           | 01.05.1909 — 17.09.1992 | Главный механик Магнитогорского металлургического комбината Челябинского совнархоза | 19.07.1958      | металлургия        | Мариуполь                  | [ ГС 85 ]  |
| 88  | Самарский Александр Андреевич       | 19.02.1919 — 11.02.2008 | Заведующий отделом Института прикладной математики Академии наук СССР, академик АН СССР, гор. Москва | 16.02.1979      | наука              | Амвросиевский район        | [ ГС 86 ]  |
| 89  | Сарбаш Григорий Семёнович           | 07.03.1918 — 16.05.2000 | Бригадир колхоза «Ленинская правда» Михайловского района Запорожской области | 30.04.1966      | сельхоз            | Никольский район           | [ ГС 87 ]  |
| 90  | Селиванов Анатолий Васильевич       | 25.12.1931 — 07.11.1997 | Бригадир проходчиков Белорусского строительного шахтопроходческого управления треста «Шахтспецстрой» Государственного производственного комитета по монтажным и специальным строительным работам СССР, гор. Солигорск Минской области                                            | 15.02.1964      | углепром           | Енакиево                   | [ ГС 88 ]  |
| 91  | Сёмкин Иван Петрович                | 04.08.1911 — 12.01.1995 | Старший машинист паровоза Взморьевского участка тяги и подвижного состава Южно-Сахалинской железной дороги, Сахалинская область | 01.08.1959      | транспорт          | Донецкая область           | [ ГС 89 ]  |
| 92  | Скидский Михаил Николаевич          | 13.03.1913 — 19.02.1989 | Первый секретарь Русско-Полянского райкома КПСС, Омская область | 11.01.1957      | госуправление      | Мариуполь                  | [ ГС 90 ]  |
| 93  | Скубилин Василий Захарович          | 01.01.1919 — 19.08.1997 | Главный инженер-заместитель Главнокомандующего Военно-Воздушными Силами по инженерно-авиационной службе Министерства обороны СССР, генерал-полковник-инженер, гор. Москва | 21.12.1982      | оборона            | Донецк                     | [ ГС 91 ]  |
| 94  | Соснов Иван Дмитриевич              | 15.09.1908 — 19.07.1993 | Министр транспортного строительства СССР, гор. Москва | 14.09.1983      | строительство      | Горловка                   | [ ГС 92 ]  |
| 95  | Ступаков Василий Фёдорович          | 01.01.1910 — 09.1981    | Мастер прокатного цеха Алчевского металлургического завода имени Ворошилова Луганского совнархоза | 19.07.1958      | металлургия        | Дружковка                  | [ ГС 93 ]  |
| 96  | Суворова Евдокия Ивановна           | 13.08.1924 — 18.10.2006 | Агроном-виноградарь виноградарского совхоза «Шабо» Министерства пищевой промышленности Украинской ССР, Белгород-Днестровский район Одесской области | 26.04.1971      | сельхоз            | Снежное                    | [ ГС 94 ]  |
| 97  | Сук Иван Яковлевич                  | 08.02.1921 — 24.04.1978 | Путеец 79-го восстановительного железнодорожного батальона 5-й железнодорожной бригады, красноармеец | 05.11.1943      | транспорт          | Красноармейский район      | [ ГС 95 ]  |
| 98  | Сысоев Пётр Александрович           | 25.01.1911 — 05.01.1991 | Директор Красноярского машиностроительного завода имени В. И. Ленина Министерства общего машиностроения СССР | 26.07.1966      | машиностроение     | Харцызск                   | [ ГС 96 ]  |
| 99  | Титаренко Алексей Антонович         | 30.03.1915 — 14.07.1992 | Второй секретарь ЦК Компартии Украины, гор. Киев | 29.03.1985      | госуправление      | Мариуполь                  | [ ГС 97 ]  |
| 100 | Ткалич Александр Александрович      | род. 1927               | Бригадир колхоза имени Димитрова Мукачевского района Закарпатской области | 23.06.1966      | сельхоз            | Донецкая область           |            |
| 101 | Ткаченко Иван Андреевич             | 27.11.1905 — 14.02.1964 | Бывший управляющий трестом «Первомайскуголь» Министерства угольной промышленности Украинской ССР, Ворошиловградская область | 26.04.1957      | углепром           | Славянский район           | [ ГС 98 ]  |
| 102 | Трубицын Евгений Георгиевич         | 29.10.1911 — 02.03.1986 | Министр автомобильного транспорта РСФСР, гор. Москва | 02.04.1981      | транспорт          | Горловка                   | [ ГС 99 ]  |
| 103 | Улизко Василий Иванович             | 1920 — 04.1980          | Председатель колхоза «Талас» Кировского района Киргизской ССР | 22.03.1966      | сельхоз            | Донецк                     | [ ГС 100 ] |
| 104 | Фесенко Михаил Тимофеевич           | 17.12.1910 — 24.10.1974 | Директор Рижского электромашиностроительного завода Министерства электротехнической промышленности СССР, Латвийская ССР | 20.04.1971      | электропром        | Макеевка                   | [ ГС 101 ] |
| 105 | Фомин Борис Иванович                | 18.08.1927 — 14.04.2007 | Генеральный директор Ленинградского производственного электромашиностроительного объединения «Электросила» имени С. М Кирова Министерства электротехнической промышленности СССР                                                                                                 | 31.03.1981      | электропром        | Константиновка             | [ ГС 102 ] |
| 106 | Хаджинов Михаил Иванович            | 10.10.1899 — 21.11.1980 | Заведующий отделом селекции и семеноводства кукурузы Краснодарского научно-исследовательского института сельского хозяйства | 23.06.1966      | наука              | Першотравневый район       | [ ГС 103 ] |
| 107 | Харитонова Александра Александровна | 25.12.1925 — ????       | Звеньевая колхоза «ВЧК ДПУ» Близнюковского района Харьковской области | 07.05.1948      | сельхоз            | Краматорск                 | [ ГС 104 ] |
| 108 | Харламов Григорий Алексеевич        | 08.03.1907 — 09.12.1985 | Бывший управляющий трестом «Южгазпроводстрой» Министерства газовой промышленности СССР, Ростовская область | 30.03.1971      | газпром            | Енакиево                   | [ ГС 105 ] |
| 109 | Хорошун Кирилл Александрович        | 07.07.1904 — 15.03.1975 | Директор племенного молочного совхоза «Нижне-Иртышский» Министерства совхозов СССР, Саргатский район Омской области | 12.11.1951      | сельхоз            | Авдеевка                   | [ ГС 106 ] |
| 110 | Хруничев Михаил Васильевич          | 04.04.1901 — 02.06.1961 | Первый заместитель Народного комиссара боеприпасов СССР, генерал-майор инженерно-технической службы, гор. Москва | 16.09.1945      | оборонпром         | Стаханов                   | [ ГС 107 ] |
| 111 | Целиков Виталий Васильевич          | 1923 — ????             | Бывший председатель колхоза имени Ленина Овручского района Житомирской области | 08.04.1971      | сельхоз            | Донецкая область           |            |
| 112 | Черфас Валентин Иванович            | 30.06.1921 — 26.03.1985 | Председатель колхоза имени Крупской Нижнегорского района Крымской области | 24.12.1976      | сельхоз            | Донецк                     | [ ГС 108 ] |
| 113 | Шаповалов Григорий Петрович         | 1913 — ????             | Бригадир колхоза «Шлях до коммунизму» Изюмского района Харьковской области | 07.05.1948      | сельхоз            | Донецкая область           |            |
| 114 | Шаповалов Карп Гаврилович           | 20.02.1914 — 24.06.2009 | Комбайнёр Большевистской МТС Мечётинского района Ростовской области | 14.05.1951      | сельхоз            | Донецкая область           | [ ГС 109 ] |
| 115 | Шкурко Георгий Захарович            | 1913 — 11.04.2002       | Механик отделения зернового совхоза «Учебно-опытный» Министерства совхозов СССР, Мечётинский район Ростовской области | 05.03.1949      | сельхоз            | Донецкая область           | [ ГС 110 ] |
| 116 | Шурубура Валентина Васильевна       | 20.10.1940 — 31.10.1987 | Электросварщица Нежинского завода сельскохозяйственного машиностроения имени 60-летия Великой Октябрьской социалистической революции производственного объединения «Нежинптицемаш» Министерства машиностроения для животноводства и кормопроизводства СССР, Черниговская область | 10.03.1981      | машиностроение     | Донецкая область           | [ ГС 111 ] |
| 117 | Щербина Борис Евдокимович           | 05.10.1919 — 22.08.1990 | Министр строительства предприятий нефтяной и газовой промышленности СССР, гор. Москва | 06.10.1983      | строительство      | Дебальцево                 | [ ГС 112 ] |
| 118 | Юпко Лев Дмитриевич                 | 25.10.1911 — 10.01.1993 | Директор Запорожского металлургического завода имени Орджоникидзе «Запорожсталь» Запорожского совнархоза | 19.07.1958      | металлургия        | Краматорск                 | [ ГС 113 ] |
| 119 | Ярошенко Василий Петрович           | 15.10.1903 — 29.02.1992 | Комбайнёр совхоза «Златопольский» Щучинского района Кокчетавской области | 23.06.1966      | сельхоз            | Марьинский район           | [ ГС 114 ] |

### Лишённые звания Героя Социалистического Труда
| № | Фамилия, имя, отчество     | Даты жизни           | Деятельность                                                                                             | Дата присвоения | Дата лишения | Отрасль   | Место рождения | ГС         |
| - | -------------------------- | -------------------- | --- | --------------- | ------------ | --------- | -------------- | ---------- |
| 1 | Синегубов Николай Иванович | 30.12.1895 — 03.1971 | Заместитель Народного комиссара путей сообщения СССР, комиссар государственной безопасности, гор. Москва | 05.11.1943      | 12.01.1959   | транспорт | Дебальцево     | [ ГС 115 ] |

## Герои Социалистического Труда, прибывшие в Донецкую область на постоянное проживание из других регионов
| №  | Фамилия, имя, отчество                  | Даты жизни              | Деятельность | Дата присвоения | Отрасль     | Место проживания     | ГС        |
| -- | --------------------------------------- | ----------------------- | --- | --------------- | ----------- | -------------------- | --------- |
| 1  | Аксёнова (Запорожец) Валентина Акимовна | 09.05.1919 — 2005       | Звеньевая свиноводческого совхоза имени Парижской коммуны Министерства совхозов СССР, Харьковская область                                                                                            | 05.05.1949      | сельхоз     | Старобешевский район | [ ГС 1 ]  |
| 2  | Белоусова Вера Андреевна                | 11.12.1909 — 04.11.1996 | Свинарка колхоза «Боевик» Бабаевского района Вологодской области | 17.08.1950      | сельхоз     | Мариуполь            | [ ГС 2 ]  |
| 3  | Бурнашёв Николай Петрович               | 08.08.1925 — 20.04.1993 | Буровой мастер Норильской комплексной геологоразведочной экспедиции Красноярского геологического управления Главного управления геологии и охраны недр при Совете Министров РСФСР, Красноярский край | 29.04.1963      | геология    | Мариуполь            | [ ГС 3 ]  |
| 4  | Буслаев Николай Дмитриевич              | 25.11.1928 — 27.04.1988 | Старший машинист энергоблоков Красноярской ГРЭС № 2 Министерства энергетики и электрификации СССР | 20.04.1971      | энергетика  | Славянск             | [ ГС 4 ]  |
| 5  | Быковский Устин Яковлевич               | 29.05.1902 — 06.11.1986 | Старший мастер бессемеровского цеха Криворожского металлургического завода Днепропетровского совнархоза                                                                                              | 19.07.1958      | металлургия | Енакиево             | [ ГС 5 ]  |
| 6  | Васильковская Тамара Францевна          | 04.05.1931 — 25.11.2014 | Доярка совхоза «Гремяченский» Черняховского района Калининградской области | 22.03.1966      | сельхоз     | Краматорск           | [ ГС 6 ]  |
| 7  | Васютин Сергей Касьянович               | 05.10.1912 — 20.01.1976 | Навалоотбойщик шахты № 19-бис треста «Новгородуголь» Министерства угольной промышленности западных районов СССР, Любытинский район Новгородской области                                              | 28.08.1948      | углепром    | Макеевка             | [ ГС 7 ]  |
| 8  | Гончаренко Сергей Антонович             | 1921 — ????             | Председатель колхоза «Ленинский прогресс» Близнюковского района Харьковской области | 07.05.1948      | сельхоз     |                      |           |
| 9  | Горошко Наталия Петровна                | 1921 — ????             | Звеньевая свиноводческого совхоза «Кегичёвка» Министерства совхозов СССР, Кегичёвский район Харьковской области                                                                                      | 06.04.1949      | сельхоз     |                      |           |
| 10 | Григоренко Дмитрий Тимофеевич           | 23.02.1913 — 30.07.1986 | Машинист врубовой машины участка № 2 шахты № 6 «Капитальная» треста «Кизелуголь» комбината «Молотовуголь» Министерства угольной промышленности СССР, Молотовская область                             | 26.04.1957      | углепром    | Новогродовка         | [ ГС 8 ]  |
| 11 | Грицаева (Грицай) Анна Терентьевна      | 1917 — ????             | Свинарка свиноводческого совхоза «Забойщик» Министерства совхозов СССР, Лисичанский район Ворошиловградской области                                                                                  | 22.10.1949      | сельхоз     |                      | [ ГС 9 ]  |
| 12 | Гузий Сергей Ефремович                  | 07.10.1915 — 13.05.1987 | Комбайнёр Будённовской МТС, Ставропольский край | 21.01.1952      | сельхоз     | Мариуполь            | [ ГС 10 ] |
| 13 | Жамбовская (Культявова) Нина Ивановна   | 1927—1997               | Свинарка колхоза «Красный огородник-садовод» Ленинского района Московской области | 18.09.1950      | сельхоз     | Волноваха            | [ ГС 11 ] |
| 14 | Иванова Ирина Андреевна                 | 1909 — ????             | Звеньевая семеноводческого колхоза «2 пятилетка» Больше-Писаревского района Сумской области | 18.06.1949      | сельхоз     |                      |           |
| 15 | Кавака Любовь Даниловна                 | род. 02.02.1915         | Звеньевая колхоза «Заповит Ильича» Арбузинского района Николаевской области | 23.04.1949      | сельхоз     | Шахтёрск             |           |
| 16 | Конончук Гений Иванович                 | 26.07.1931 — 28.06.1995 | Бригадир комплексной бригады рабочих очистного забоя шахты «Берёзовская-1» треста «Кемеровоуголь» Кузбасского совнархоза, Кемеровская область                                                        | 16.07.1965      | углепром    | Донецк               | [ ГС 12 ] |
| 17 | Косарев Николай Андреевич               | 1916 — 12.10.1971       | Поездной вагонный мастер военно-санитарного поезда № 342 Народного комиссариата путей сообщения СССР                                                                                                 | 05.11.1943      | транспорт   | Донецкий район       | [ ГС 13 ] |
| 18 | Лоткова Мария Фёдоровна                 | 1915 — ????             | Звеньевая Фёдоровского свеклосовхоза Министерства пищевой промышленности СССР, Великобурлуцкий район Харьковской области                                                                             | 30.04.1948      | сельхоз     |                      |           |
| 19 | Печорских Мария Тихоновна               | 15.02.1922 — ????       | Звеньевая колхоза «Красная борозда» Воловского района Курской области | 25.09.1948      | сельхоз     |                      | [ ГС 14 ] |
| 20 | Проявко Николай Иванович                | 30.01.1913 — 27.02.1981 | Забойщик шахты Долинская комбината «Сахалинуголь» Министерства угольной промышленности восточных районов СССР, Сахалинская область                                                                   | 28.08.1948      | углепром    | Горловка             | [ ГС 15 ] |
| 21 | Пучнов Александр Фёдорович              | 10.09.1902 — ????       | Начальник комбината «Донбассантрацит» Министерства угольной промышленности западных районов СССР, Ворошиловградская область                                                                          | 28.08.1948      | углепром    | Донецк               | [ ГС 16 ] |
| 22 | Роговский Иван Алексеевич               | 1927—2003               | Машинист горного комбайна шахты имени С. М. Кирова треста «Ленинуголь» комбината «Кузбассуголь» Министерства угольной промышленности СССР, Кемеровская область                                       | 29.06.1966      | углепром    | Донецк               | [ ГС 17 ] |
| 23 | Саломатина (Мокшина) Евдокия Ефимовна   | 07.05.1928 — 1978       | Звеньевая колхоза «Красный Октябрь» Лево-Россошанского района Воронежской области | 18.01.1948      | сельхоз     | Донецк               | [ ГС 18 ] |
| 24 | Сливкин Андрей Иванович                 | 29.08.1921 — 2005       | Старший ветеринарный врач племенного молочного совхоза «Омский» № 54 Министерства совхозов СССР, Омский район Омской области                                                                         | 01.12.1949      | сельхоз     | Мариуполь            | [ ГС 19 ] |
| 25 | Сорочинская Татьяна Денисовна           | 1914 — ????             | Звеньевая колхоза имени Ленина Зачепиловского района Харьковской области | 28.02.1949      | сельхоз     |                      |           |
| 26 | Ходырев Геннадий Егорович               | 07.12.1932 — 07.06.1995 | Бригадир горнопроходческой бригады Северо-Восточного территориального геологического управления Министерства геологии РСФСР, Омсукчанский район Магаданской области                                  | 20.08.1973      | геология    | Славянск             | [ ГС 20 ] |
| 27 | Чурсинов Иван Иванович                  | 20.05.1911 — 26.05.1976 | Мастер трубопрокатного цеха Первоуральского новотрубного завода Свердловского совнархоза | 19.07.1958      | металлургия | Донецк               | [ ГС 21 ] |
| 28 | Яркин Максим Фёдорович                  | 1912 — 25.03.1986       | Навалокрепильщик шахты № 62 треста «Гремячинскуголь» комбината «Молотовуголь» Министерства угольной промышленности СССР, Молотовская область                                                         | 26.04.1957      | углепром    | Макеевка             | [ ГС 22 ] |

## Лица, лишённые звания Героя Социалистического Труда
| № | Фамилия, имя, отчество  | Даты жизни              | Деятельность | Дата присвоения | Дата лишения | Отрасль  | Место рождения      | ГС       |
| - | ----------------------- | ----------------------- | --- | --------------- | ------------ | -------- | ------------------- | -------- |
| 1 | Заварза Пётр Калинович  | 19.06.1913 — 09.03.1995 | Машинист врубовой машины шахты № 1 Центральная комбината «Артёмуголь» Министерства угольной промышленности западных районов СССР, Сталинская область | 28.08.1948      | 06.03.1986   | углепром | Добропольский район | [ ГС 1 ] |
| 2 | Якшин Андрей Филиппович | 1921 — ????             | Звеньевой колхоза имени Сталина Селидовского района Сталинской области                                                                               | 17.06.1949      | 24.05.1967   | сельхоз  | *Омская область     | [ ГС 2 ] |